# Oedemopsis scabricula
Oedemopsis scabricula är en stekelart som först beskrevs av Johann Ludwig Christian Gravenhorst 1829.  Oedemopsis scabricula ingår i släktet Oedemopsis och familjen brokparasitsteklar. Arten är reproducerande i Sverige. Inga underarter finns listade i Catalogue of Life.